# 伊普斯 (路易斯安那州)
伊普斯（英語：Epps），是美国路易斯安那州下属的一座村镇。根据2010年美国人口普查，该市有人口854人。建置上，属于“village”。